# Ansambel Franca Žibrata
Ansambel Franca Žibrata je bil narodnozabavni ansambel iz Ormoža, ki je začel delovati leta 1960 in je bil zelo popularen v severovzhodni Sloveniji v 60. letih prejšnjega stoletja. Bil je klasični kvintet s pevcema Marijo Žibrat Veldin in Ivanom Švajglom.

## I. Ptujski festival in mala plošča
Na I. Ptujskem festivalu 1969. leta sta pevca prejela Nagrado za najboljšo vokalno izvedbo, kmalu za tem je bila posneta gramofonska plošča. Glasbo so napisali Franc Žibrat, Jože Krajnc in Alojz Krajnčan. Tekstopisec je bil Vlado Korotaj. Plošča se imenuje »SLOVO«, bila je prva in žal tudi zadnja. Pesmi Petelinček, Tam v vinski kleti, Fantovska in Slovo slišimo na radijskih valovih še danes, pa tudi ljudski pevci jih izvajajo.

## Zasedba
Zasedba ansambla Franca Žibrata je bila:
- Franc Žibrat - harmonika
- Viki Frangež - kitara
- Franc Torič - kontrabas
- Jože Krajnc - trobenta
- Franc Hebar - klarinet

pela pa sta Marija Žibrat Veldin in pa Ivan Švajgl.